# Skakavci (Bośnia i Hercegowina)
Skakavci (cyr. Скакавци) – wieś w Bośni i Hercegowinie, w Republice Serbskiej, w gminie Prnjavor. W 2013 roku liczyła 227 mieszkańców.